# Otterburn Park
Otterburn Park es una ciudad de la provincia de Quebec, Canadá. Es una de las ciudades que conforman la Comunidad metropolitana de Montreal y se encuentra en el municipio regional de condado de La Vallée-du-Richelieu y a su vez, en la región de Montérégie-Est en Montérégie. Hace parte de las circunscripciones electorales de Borduas a nivel provincial y de Chambly−Borduas a nivel federal.

## Geografía
Otterburn Park se encuentra ubicada en las coordenadas 45°32′00″N 73°13′00″O / 45.53333, -73.21667. Según Statistics Canada, tiene una superficie total de 5,35 km² y es una de las 1135 municipalidades en las que está dividido administrativamente el territorio de la provincia de Quebec.

## Demografía
Según el censo de 2011, había 8450 personas residiendo en esta ciudad con una densidad poblacional de 1580,6 hab./km². Los datos del censo mostraron que de las 8464 personas censadas en 2006, en 2011 hubo una disminución poblacional de catorce habitantes (-0,2%). El número total de inmuebles particulares resultó de 3256 con una densidad de 608,6 inmuebles por km². El número total de viviendas particulares que se encontraban ocupadas por residentes habituales fue de 3202.